# هنري لورنس
هنري لورنس (بالفرنسية: Henri Laurens)‏ هو نحات ورسام فرنسي، ولد في 18 فبراير 1885 في باريس في فرنسا، وتوفي بنفس المكان في 5 مايو 1954.

## وصلات خارجية
- هنري لورنس على موقع الموسوعة البريطانية (الإنجليزية)